# Kongo-Kinshasas damlandslag i handboll
Kongo-Kinshasas damlandslag i handboll representerar Kongo-Kinshasa (Demokratiska republiken Kongo) i handboll på damsidan. Laget slutade på 20:e plats vid VM-turneringen 2013 och har två medaljer från de afrikanska mästerskapen (brons 2012 och silver 2014).